# 昝宝石
昝宝石（1961年8月22日—）， 山西省大同县蔚州疃村人，中国商人，大同市华岳建设集团公司董事长、北京轻工房地产开发有限公司董事长、北京晋商控股公司副董事长，通化金马董事，山西省政协委员，山西省工商联副主席，大同市人民代表大会代表，山西省民营经济研究会副会长、北京山西企业商会常务副会长，山西省劳动模范，山西省慈善事业突出贡献人物。
2007年，昝宝石在对外经济贸易大学获高级管理人员工商管理硕士学位，导师为张新民，论文题目为《晋北电厂项目可行性分析》。
昝宝石1985年进入山西省大同市粮食局工程处担任技术员，1991年离开粮食局，出任大同市宝利达公司副经理至1996年。据报道，当时国家放开粮油统购统销，昝宝石瞧出了商机，选择下海经商，从事粮油批发。1996年，昝宝石转向房地产业，创立大同市华岳建设集团公司。截至2016年，大同市华岳建设集团涉足房地产、建筑、商贸、物业、热电联产，注册资本2.7亿元，总资产42亿元人民币，旗下有控股子公司8家、参股公司3家。
2016年5月10日12时30分左右，大同市华岳建设集团总经理董继伟向大同市公安局城区分局报案，称昝宝石当日上午9时从家到公司上班途中被绑架，绑匪要价2,000万美元（合人民币1.3亿元）。大同市公安局联合朔州市警方展开追捕。5月11日早6时30分，警方在怀仁县毛皂镇毛皂村围捕嫌疑人。两名嫌疑人分别驾驶一辆宝马车和一辆黑色越野车。嫌疑人开枪拒捕，警方将两嫌疑人击毙，成功解救了昝宝石。2018年1月，当选第十三届全国政协委员。